# Simon Lundström
Simon Lundström, född 1973 i Järfälla församling, är en svensk översättare från japanska och engelska som sedan tidigt 2000-tal översatt ett stort antal välkända mangatitlar till svenska. I manga- och animekretsar var han, åtminstone tidigare, känd under smeknamnet Zimeon. 2012 friades han i Högsta domstolen efter åtal för barnpornografibrott. Åtalet gällde innehav av teckningar, i ett uppmärksammat rättsfall ("Mangamålet") där bland annat journalister, konstnärer och olika rättsinstanser i två års tid debatterat det möjligen brottsliga i att inneha vissa tecknade bilder.

## Verksamhet
Lundström har arbetat för både Bonnier Carlsen och Egmont och sedan 2003 översatt ett stort antal manga till svenska. Bland de mer kända titlarna finns One Piece, Mästerdetektiven Conan, Neon Genesis Evangelion, Full Metal Alchemist, Negima (till tidningen Manga Mania) och Love Hina. Dessutom har han varit översättare på animen Cardcaptor Sakura. Han håller även föreläsningar och undervisar inom manga och anime, exempelvis inom ämnet japanska vid Stockholms universitet.
2004 var Lundström delaktig i utställningsgruppen för Östasiatiska museets utställning Från Hokusai till Manga. Han bidrog även med introduktion och svensk mangahistorik till utställningskatalogens moderna del.
Simon Lundström var med och lanserade Dragon Ball, en av de mest kända mangaserierna, i Sverige.[källa behövs] Den blev en storsäljare som fick Bonnier att kraftigt utöka sin utgivning av manga.

## Mangamålet
Lundström dömdes 2010 för barnpornografibrott till 80 dagsböter vid Uppsala tingsrätt för innehav av 51 mangateckningar i sin dator, teckningar som tingsrätten menade föll under definitionen barnpornografi. Efter domen i tingsrätten förlorade han alla sina översättaruppdrag, bland annat ett uppdrag han haft i åtta år hos Bonniers.
Simon Lundström överklagade domen till Svea hovrätt, där han fälldes på nytt och där han dömdes att betala 80 dagsböter för 39 av bilderna. Slutligen friades han i Högsta domstolen, där åtalet ogillades eftersom domstolen ansåg att icke verklighetstrogna bilder inte skulle kunna vara straffbara. En av bilderna bedömde Högsta domstolen dock vara verklighetstrogen och därmed som straffbar barnpornografi; just Lundströms innehav ansågs emellertid vara försvarligt mot bakgrund av att han är expert på japansk kultur och mangateckningar, har bott i Japan och i flera år arbetat som översättare av mangaserier.
Lundströms uppfattning är att yttrandefrihet inte ska vara villkorad och att det inte är bra när författare är rädda för vad de får skriva eller rita.
I medias rapportering om målen omnämndes Simon Lundström bland annat som mangaexpert, mangafantast, japanolog, seriesamlare, seriekännare och serievetare.

## Översättningar i bokform (urval)
- D. N. Angel 1–11 (2003–2006)
- One Piece 1–54 (2003–2010)
- Love Hina 1–9 (2004–2006)
- Ranma ½ 1–38 (2004–2006)
- Neon Genesis Evangelion 1–10 (2004–2007)
- Mästerdetektiven Conan 1–63 (2004–2010)
- Magic Knight Rayearth 1–6 (2006)
- Emma 1–7 (2006–2007)
- Naruto 1–30 (2006–2010)
- Fullmetal Alchemist 1–14 (2007–2008)
- Oh! My Goddess 1–16 (2007–2009)
- God Child 1–8 (2008)